# RIGOL Technologies
RIGOL Technologies,  oder RIGOL ist ein chinesischer Hersteller von elektronischen Testgeräten. Im Zeitraum 2012 bis 2018 hat das Unternehmen in Europa  ca. 60.000 Oszilloskope verkauft.

## Firmenprofil
RIGOL wurde 1998 in Peking gegründet und präsentierte das erste Produkt, ein DSO, im Mai 1999. Derzeit betreibt RIGOL Niederlassungen in Cleveland, Ohio, Oregon und München, zusätzlich zu seinem Hauptsitz in Suzhou und Peking. Das Unternehmen hat inzwischen mehr als 500 Mitarbeiter und 493 Patente.

## Produkte
Rigol war OEM für die Agilent DSO1000er Serie, welche in ähnlicher Gehäuseform ebenfalls direkt von Rigol erhältlich war.
2018 hat das Unternehmen sowohl den Echtzeit Spektrumanalysator RSA5000, als auch die auf der Ultravision-II Plattform basierenden Oszilloskop-Serien MSO7000 und MSO5000 auf dem Markt gebracht. Mit diesen Geräten ist Rigol der erste chinesische Hersteller, dessen Oszilloskope auf eigenen ASICs basieren. Das in den MSO5000 und MSO7000 verwendete Phoenix-Chipset umfasst eine Reihe an Komponenten:
- Aktiver Tastkopfverstärker Chip (Gamma Phoenicis) mit 6 GHz Bandbreite
- Analog-Front-End Chip (Beta Phoenicis) mit 4 GHz Bandbreite
- Signalverarbeitungs Chip (Ankaa) mit 6 GHz Bandbreite und 10 GS/s

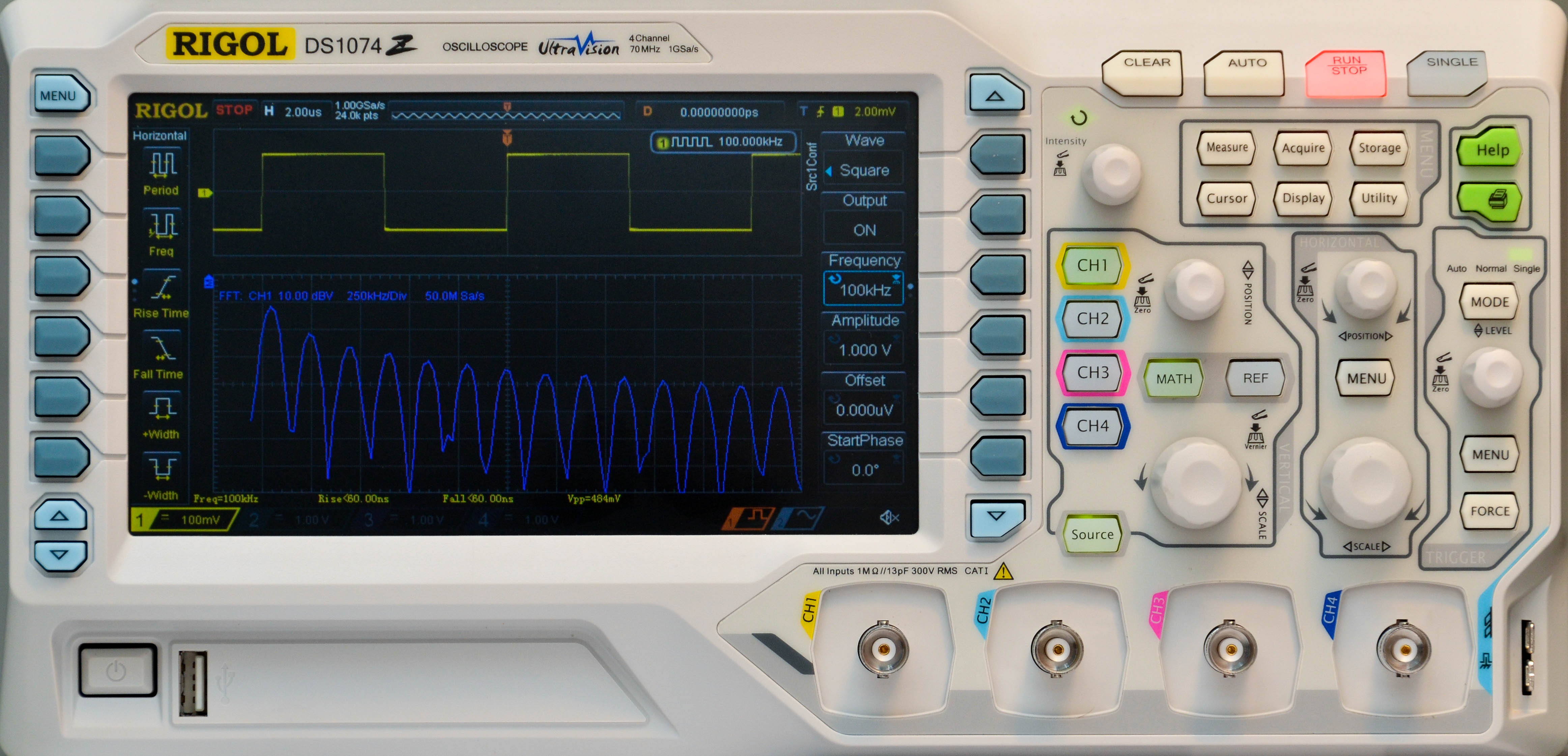
DS1074Z
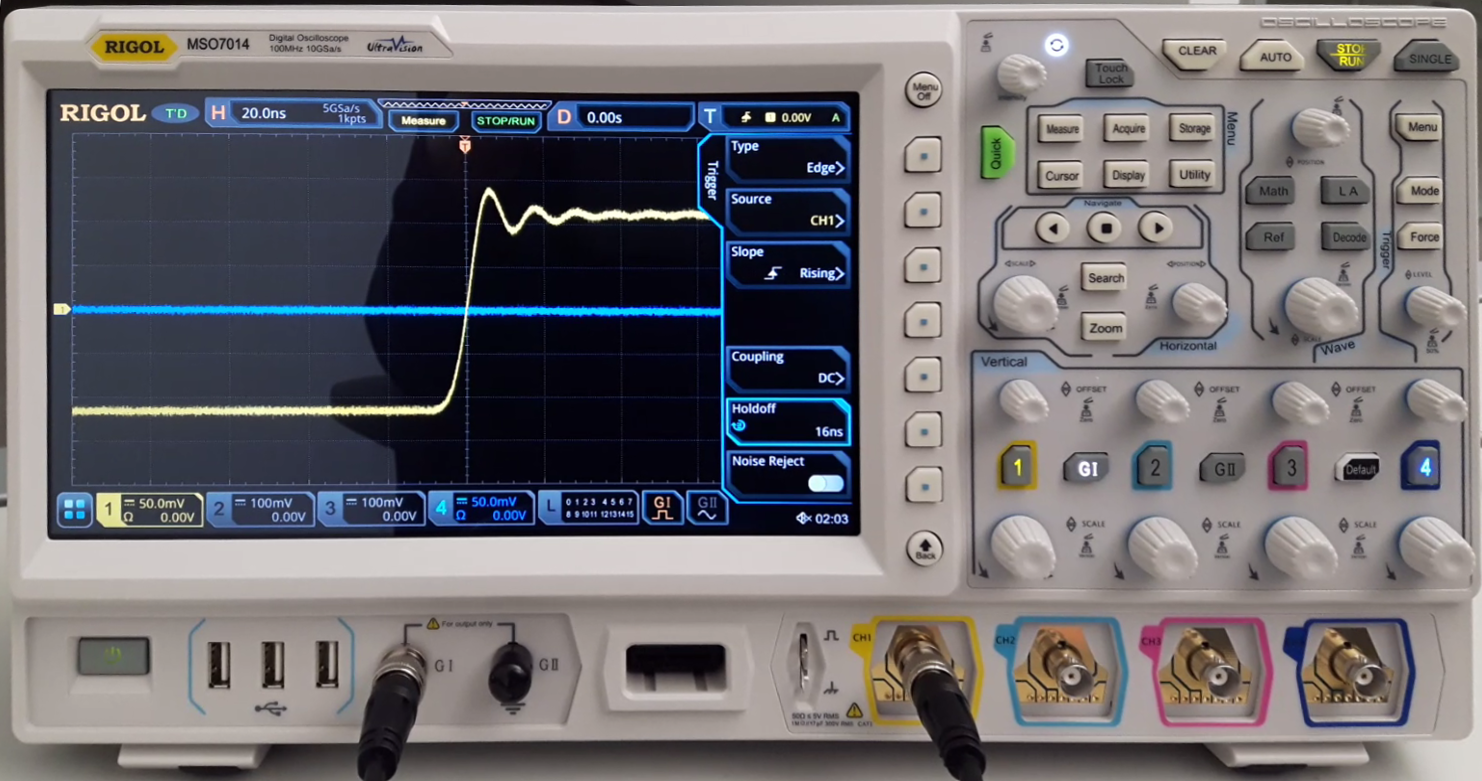
MSO7014